# Sloveens voetbalelftal in 1994
Het Sloveens voetbalelftal speelde in totaal tien interlands in het jaar 1994, waaronder drie duels in de kwalificatiereeks voor het EK voetbal 1996 in Engeland. De ploeg stond onder leiding van bondscoach Zdenko Verdenik, de opvolger van de eind 1993 opgestapte Bojan Prašnikar. Op de in 1993 geïntroduceerde FIFA-wereldranglijst steeg Slovenië in 1994 van de 134ste (januari 1994) naar de 81ste plaats (december 1994).

## Balans
| Wedstrijden | Wedstrijden | Wedstrijden | Wedstrijden | Doelpunten | Doelpunten | Doelpunten | Punten |
| Gespeeld    | Winst       | Gelijk      | Verlies     | Voor       | Tegen      | Saldo      | Punten |
| ----------- | ----------- | ----------- | ----------- | ---------- | ---------- | ---------- | ------ |
| 10          | 4           | 4           | 2           | 10         | 7          | +3         | 1.200  |

## Interlands
|                                                                    |                  |       |         |                                                                                      |
| 8 februari Vriendschappelijk Malta Toernooi № 5 «onderlinge duels» | Slovenië         | 1 – 0 | Georgië | Ta' Qali Stadium, Ta' Qali Toeschouwers: 1.000 Scheidsrechter: Lawrence Sammut (MLT) |
| 8 februari Vriendschappelijk Malta Toernooi № 5 «onderlinge duels» | Primož Gliha 78' |       |         | Ta' Qali Stadium, Ta' Qali Toeschouwers: 1.000 Scheidsrechter: Lawrence Sammut (MLT) |

|                                                                     |                                         |       |                                             |                                                                                      |
| 10 februari Vriendschappelijk Malta Toernooi № 6 «onderlinge duels» | Slovenië                                | 2 – 2 | Tunesië                                     | Ta' Qali Stadium, Ta' Qali Toeschouwers: 2.000 Scheidsrechter: Alfred Micaleff (MLT) |
| 10 februari Vriendschappelijk Malta Toernooi № 6 «onderlinge duels» | Alfred Jermaniš 35' Peter Binkovski 51' |       | 40' Ayedi Hamrouni 66' (pen.) Ahmed Souissi | Ta' Qali Stadium, Ta' Qali Toeschouwers: 2.000 Scheidsrechter: Alfred Micaleff (MLT) |

|                                                                     |       |                  |          |                                                                                       |
| 12 februari Vriendschappelijk Malta Toernooi № 7 «onderlinge duels» | Malta | 0 – 1            | Slovenië | Ta' Qali Stadium, Ta' Qali Toeschouwers: 3.000 Scheidsrechter: Mohamed Bellagha (TUN) |
| 12 februari Vriendschappelijk Malta Toernooi № 7 «onderlinge duels» |       | 54' Primož Gliha |          | Ta' Qali Stadium, Ta' Qali Toeschouwers: 3.000 Scheidsrechter: Mohamed Bellagha (TUN) |

|                                                             |                                           |       |          |                                                                                       |
| 23 maart Vriendschappelijk № 8 «onderlinge duels» 17:00 uur | Macedonië                                 | 2 – 0 | Slovenië | Gradski Stadion, Skopje Toeschouwers: 20.000 Scheidsrechter: Stefan Ormandzhiev (BUL) |
| 23 maart Vriendschappelijk № 8 «onderlinge duels» 17:00 uur | Žarko Serafimovski 2' Zoran Boškovski 20' |       |          | Gradski Stadion, Skopje Toeschouwers: 20.000 Scheidsrechter: Stefan Ormandzhiev (BUL) |

|                                                            |           |                    |          |                                                                                            |
| 7 april Vriendschappelijk № 9 «onderlinge duels» 19:00 uur | Hongarije | 0 – 1              | Slovenië | Rohonci úti Stadion, Szombathely Toeschouwers: 4.000 Scheidsrechter: Robert Sedlacek (AUT) |
| 7 april Vriendschappelijk № 9 «onderlinge duels» 19:00 uur |           | 27' Srečko Katanec |          | Rohonci úti Stadion, Szombathely Toeschouwers: 4.000 Scheidsrechter: Robert Sedlacek (AUT) |

|                                                              |                                               |       |        |                                                                                      |
| 27 april Vriendschappelijk № 10 «onderlinge duels» 17:00 uur | Slovenië                                      | 3 – 0 | Cyprus | Stadion Ljudski Vrt, Maribor Toeschouwers: 3.000 Scheidsrechter: László Molnár (HUN) |
| 27 april Vriendschappelijk № 10 «onderlinge duels» 17:00 uur | Janez Pate 44' Sašo Udovič 75' Janez Pate 82' |       |        | Stadion Ljudski Vrt, Maribor Toeschouwers: 3.000 Scheidsrechter: László Molnár (HUN) |

|                                                            |          |       |          |                                                                                     |
| 1 juni Vriendschappelijk № 11 «onderlinge duels» 20:00 uur | Roemenië | 0 – 0 | Slovenië | Stadionul Steaua, Boekarest Toeschouwers: 12.000 Scheidsrechter: Piotr Werner (POL) |
| 1 juni Vriendschappelijk № 11 «onderlinge duels» 20:00 uur |          |       |          | Stadionul Steaua, Boekarest Toeschouwers: 12.000 Scheidsrechter: Piotr Werner (POL) |

|                                                               |                 |       |                           |                                                                                         |
| 7 september EK-kwalificatie № 12 «onderlinge duels» 20:15 uur | Slovenië        | 1 – 1 | Italië                    | Stadion Ljudski Vrt, Maribor Toeschouwers: 12.000 Scheidsrechter: Bernd Heynemann (GER) |
| 7 september EK-kwalificatie № 12 «onderlinge duels» 20:15 uur | Sašo Udovič 13' |       | 16' Alessandro Costacurta | Stadion Ljudski Vrt, Maribor Toeschouwers: 12.000 Scheidsrechter: Bernd Heynemann (GER) |

|                                                              |          |       |          |                                                                               |
| 12 oktober EK-kwalificatie № 13 «onderlinge duels» 19:00 uur | Oekraïne | 0 – 0 | Slovenië | NSK Olimpiejsky, Kiev Toeschouwers: 8.500 Scheidsrechter: Atanas Uzunov (BUL) |
| 12 oktober EK-kwalificatie № 13 «onderlinge duels» 19:00 uur |          |       |          | NSK Olimpiejsky, Kiev Toeschouwers: 8.500 Scheidsrechter: Atanas Uzunov (BUL) |

|                                                               |                    |       |                                           |                                                                                     |
| 16 november EK-kwalificatie № 14 «onderlinge duels» 20:00 uur | Slovenië           | 1 – 2 | Litouwen                                  | Stadion Ljudski Vrt, Maribor Toeschouwers: 4.000 Scheidsrechter: Karol Ihring (SVK) |
| 16 november EK-kwalificatie № 14 «onderlinge duels» 20:00 uur | Zlatko Zahovič 55' |       | 65' Viacheslav Sukristov 87' Audrius Žuta | Stadion Ljudski Vrt, Maribor Toeschouwers: 4.000 Scheidsrechter: Karol Ihring (SVK) |

## FIFA-wereldranglijst
| JAN | FEB | MAR | APR | MEI | JUN | JUL | AUG | SEP | OKT | NOV | DEC |
| --- | --- | --- | --- | --- | --- | --- | --- | --- | --- | --- | --- |
| 134 | 134 | 123 | 117 | 87  | 79  | 75  | 75  | 69  | 73  | 80  | 81  |

## Statistieken
| Boško Boškovič    | 1969-01-12 | Antalyaspor        | 4 | 0 | 0 | 5  | 0 |
| Marko Simeunovič  | 1967-12-06 | Olimpija Ljubljana | 4 | 0 | 0 | 8  | 0 |
| Branko Zupan      | 1964-09-22 | Publikum Celje     | 2 | 1 | 0 | 4  | 0 |
| Verdediging       |            |                    |   |   |   |    |   |
| Marinko Galič     | 1970-04-22 | NK Maribor Branik  | 9 | 0 | 0 | 9  | 0 |
| Darko Milanič     | 1967-12-18 | Sturm Graz         | 6 | 0 | 0 | 8  | 0 |
| Robert Englaro    | 1969-08-28 | Olimpija Ljubljana | 5 | 3 | 0 | 11 | 0 |
| Aleš Križan       | 1971-07-25 | NK Maribor Branik  | 5 | 3 | 0 | 8  | 0 |
| Srečko Katanec    | 1963-07-17 | Sampdoria          | 5 | 0 | 1 | 5  | 1 |
| Džoni Novak       | 1969-09-04 | Olimpija Ljubljana | 5 | 0 | 0 | 8  | 0 |
| Andrej Poljšak    | 1968-06-24 | NK Murska Sobota   | 4 | 1 | 0 | 7  | 0 |
| Franc Cifer       | 1971-02-16 | NK Murska Sobota   | 3 | 0 | 0 | 3  | 0 |
| Robert Oblak      | 1968-05-03 | Olimpija Ljubljana | 2 | 1 | 0 | 3  | 0 |
| Samir Zulič       | 1966-01-08 | Olimpija Ljubljana | 1 | 2 | 0 | 7  | 1 |
| Middenveld        |            |                    |   |   |   |    |   |
| Alfred Jermaniš   | 1967-01-21 | Rapid Wien         | 9 | 0 | 1 | 12 | 1 |
| Gregor Židan      | 1965-10-05 | Maribor Branik     | 9 | 0 | 0 | 12 | 0 |
| Zlatko Zahovič    | 1971-02-01 | Vitória Guimarães  | 5 | 0 | 1 | 7  | 1 |
| Aleš Čeh          | 1968-04-07 | Grazer AK          | 5 | 0 | 0 | 8  | 0 |
| Matjaž Florjančič | 1967-10-18 | US Cremonese       | 5 | 0 | 0 | 7  | 0 |
| Janez Pate        | 1965-06-10 | Pierikos FC        | 3 | 0 | 2 | 6  | 3 |
| Peter Binkovski   | 1972-06-28 | Maribor Branik     | 2 | 6 | 1 | 8  | 1 |
| Igor Benedejčič   | 1969-07-28 | Olimpija Ljubljana | 2 | 0 | 0 | 4  | 1 |
| Dušan Kosič       | 1971-04-23 | Svoboda Ljubljana  | 0 | 3 | 0 | 5  | 0 |
| Vladimir Kokol    | 1972-01-03 | NK Murska Sobota   | 0 | 1 | 0 | 1  | 0 |
| Miran Pavlin      | 1971-10-08 | Olimpija Ljubljana | 0 | 1 | 0 | 5  | 1 |
| Aanval            |            |                    |   |   |   |    |   |
| Primož Gliha      | 1967-10-08 | NK Ljubljana       | 6 | 2 | 2 | 10 | 2 |
| Sašo Udovič       | 1968-12-12 | KSK Beveren        | 5 | 0 | 2 | 7  | 3 |
| Mladen Rudonja    | 1971-07-26 | Olimpija Ljubljana | 1 | 3 | 0 | 4  | 0 |
| Robert Belec      | 1969-02-07 | NK Murska Sobota   | 1 | 0 | 0 | 1  | 0 |
| Vlado Miloševič   | 1968-06-04 | NK Beltinci        | 1 | 0 | 0 | 1  | 0 |
| Ermin Šiljak      | 1973-05-11 | Olimpija Ljubljana | 1 | 0 | 0 | 1  | 0 |
| Matjaž Cvikl      | 1967-01-13 | Zeytinburnuspor    | 0 | 1 | 0 | 1  | 0 |
| Štefan Škaper     | 1966-10-06 | NK Beltinci        | 0 | 1 | 0 | 1  | 0 |

NZS · A-internationals · Bondscoaches · Selecties · Statistieken · Sloveens vrouwenelftal · Olympisch elftal · Slovenië U21 · Slovenië U20 · Slovenië U19 · Slovenië U18 · Slovenië U17 · Slovenië U16
1991 – 1999 ·
2000 – 2009 ·
2010 – 2019 ·
2020 − 2029
EK's: 1996 · 
2000 · 
2004 · 
2008 · 
2012 · 
2016 · 
2020 · 
2024
WK's: 1998 · 
2002 · 
2006 · 
2010 · 
2014 · 
2018 ·
2022
1991 · 
1992 · 
1993 · 
1994 · 
1995 · 
1996 · 
1997 · 
1998 · 
1999 · 
2000 · 
2001 · 
2002 · 
2003 · 
2004 · 
2005 · 
2006 · 
2007 · 
2008 · 
2009 · 
2010 · 
2011 · 
2012 · 
2013 · 
2014 · 
2015 · 
2016 · 
2017 · 
2018 ·
2019 ·
2020 ·
2021 ·
2022 ·
2023 ·
2024
Albanië ·
Algerije ·
Argentinië ·
Armenië ·
Australië ·
Azerbeidzjan ·
België ·
Bosnië en Herzegovina ·
Bulgarije ·
Canada ·
China ·
Colombia ·
Cyprus ·
Denemarken ·
Duitsland ·
Engeland ·
Estland ·
Faeröer ·
 Finland ·
Frankrijk ·
Georgië ·
Ghana ·
Gibraltar ·
Griekenland ·
Honduras ·
Hongarije ·
IJsland ·
Israël ·
Italië ·
Ivoorkust ·
Joegoslavië ·
Kazachstan ·
Kosovo ·
Kroatië ·
Letland ·
Litouwen ·
Luxemburg ·
Malta ·
Mexico ·
Moldavië ·
Montenegro ·
Nederland ·
Nieuw-Zeeland ·
Noord-Ierland ·
Noord-Macedonië ·
Noorwegen ·
Oekraïne ·
Oman ·
Oostenrijk ·
Paraguay ·
Polen ·
Portugal ·
Qatar ·
Roemenië ·
Rusland ·
San Marino ·
Saoedi-Arabië ·
Schotland ·
Servië ·
Servië en Montenegro ·
Slowakije ·
Spanje ·
Trinidad en Tobago ·
Tsjechië ·
Tunesië ·
Turkije · 
Uruguay ·
Verenigde Arabische Emiraten ·
Verenigde Staten ·
Wales ·
Wit-Rusland ·
Zuid-Afrika ·
Zweden ·
Zwitserland
Algerije (2010) · 
Engeland (2010) · 
Paraguay (2002) · 
Spanje (2002) · 
Verenigde Staten (2010) · 
Zuid-Afrika (2002)